# Cataglyphis asiriensis
Cataglyphis asiriensis é uma espécie de inseto do gênero Cataglyphis, pertencente à família Formicidae.